# 범대순
범대순(范大錞, 1930년 ~ 2014년 5월 21일)은 대한민국의 시인이다. 본관은 금성(錦城).
광주 출생이며, 고려대 영문과 및 동 대학원을 수학하였다. 데니슨 대학, 케임브리지 대학 등에서 영문학을 연구하였고, 〈흑인 고수 루이의 북(조지훈 선생의 서문)〉으로 문단에 데뷔하였다. 시집으로 《연가 Ⅰ, Ⅱ, 기타》,《이방에서 노자를 읽다》,《기승전결》,《유아원에서》,《아름다운 가난》,《세기말 길들이기》가 있으며, 《범대순 전집》 전 16권을 출간하였다. 제29회 한국시인협회상을 수상했다.